# Минимум необходимого
«Минимум необходимого» — сатирический рассказ известного фантаста Роберта Шекли. Написан в 1954 году. Был впервые опубликован в августе того же года в журнале «Galaxy Science Fiction», автор подписался псевдонимом Finn O'Donnevan. В 1962 году рассказ вышел в авторском сборнике «Осколки пространства». В СССР впервые появился в журнале «Иностранная литература» в №5 за 1965 год в переводе А. Вавилова. 
Автор пародирует романы об освоении Дикого Запада американскими пионерами-колонистами.

## Сюжет
Амелия выходит замуж за пионера-первооткрывателя Дирка Боргена, они живут в городке Кэп на Южном полюсе, но городок становится всё многолюднее, и Дирк решает лететь осваивать астероиды. Жена вынуждена следовать за мужем, несмотря на огромные неудобства и неизвестность, что ждут её впереди. На своём астероиде Дирк установил атмосферный агрегат и искусственное солнце, его сельскохозяйственные роботы-рабы засеяли поле и он нещадно их гоняет, работая аж по 6, а иногда и по 8 часов в сутки. Он поучает другого неудачливого колониста, как нужно обращаться с роботами:

Надо им дать почувствовать, кто в доме главный, — сказал Дирк. «...» Эти Хозяйственные роботы тупы и нечувствительны. Они угрюмы и злопамятны. Команды нужно вдалбливать в них. Если понадобится, бейте их ногами.

Амелия, сбиваясь с ног, весь день нажимает на кнопки всевозможных автоматов. Дирк так устаёт, что согласен проглотить «простой, но питательный обед из восьми блюд» (а не из 20-ти, как на Земле). 
Но вскоре на соседних астероидах появляются другие поселенцы, и Дирк мечтает о лунах Юпитера, и Амелия, как верная жена первопроходца, поощряет их скорый переезд.